# Порхов
Порхов (рос. Порхов) — місто в Росії, адміністративний центр Порховського району Псковської області. Складає муніципальне утворення Порхов зі статусом міського поселення, в межах міста.
Населення — 8347 осіб (2020).
Місто розташоване на Шелонській низовині, на річці Шелонь (басейн озера Ільмень), за 3 км від однойменної залізничної станції та за 88 км на схід від Пскова.

## Назва
Походження назви міста пояснюють по-різному. Деякі автори вважають, що воно утворене від д.-рус. порхъ (не в значенні «порох» як вибухова речовина, яку на Русі в часи заснування міста ще не знали, а в значенні «пил, прах»). Цю версію підкріплює переказ, за яким засновник Порхова, новгородський князь Олександр Ярославич, вибрав для будівництва фортеці на березі Шелони місце, де в повітрі стояв вапняковий пил).
Інші автори вважають, що слово порх'  (або парохъ') мало також значення «білий камінь» (тобто Вапняк, що видобувається в околицях міста). Є також думка, що назва міста походить від особистого імені Порхов як прикметник з суфіксом -ов .

## Історія
Засноване місто Порхов в 1239 році як дерев'яна фортеця . Місто заснував новгородський князь Олександр Ярославич, згодом прозваний Олександром Невським, в ході створення системи фортець на річці Шелонь з метою захисту південно-західних підступів до Новгороду: «князь Олександр з новгородці зрубай городці на Шелоні»
Перша згадка про Порхов у літописних джерелах відноситься до 1346 року. Цього року дерев'яно-земляна фортеця, розташована на правому березі Шелони у місця впадання річки Дубенки, витримала облогу війська литовського князя Ольгерда.
У 1387 році новгородцями Іваном Федоровичем і Фатіаном Єсіфовичем були побудовані стіни і башти нової, вже кам'яної, фортеці. В 1428 році литовський князь Вітовт почав похід на Новгородську землю і вісім днів облягав Порхов, причому в ході облоги інтенсивно використовувалася артилерія. Зняв він облогу лише тоді, коли жителі міста пообіцяли сплатити князю 5000 рублів. Порховська фортеця, сильно постраждала в ході облоги, в 1430 році і була реконструйована.
До 1478 року а Порховська фортеця залишалася в складі Новгородської республіки і служила її важливим стратегічним пунктом на кордоні з Великим князівством Литовським. Після приєднання в 1478 році території Новгородської республіки до Великого князівства Московського Порхов вважався однією з 12 головних фортець Московії; в цей час за межами фортеці виникають посади.

## Економіка
В Порхові діє ряд промислових підприємств :
- Маслосироробний завод
- Свинарський комплекс

## Пам'ятки
- Давньоруська фортеця Порхов з чотирма вежами і церквою Св. Миколая всередині. Функціонує як музей.

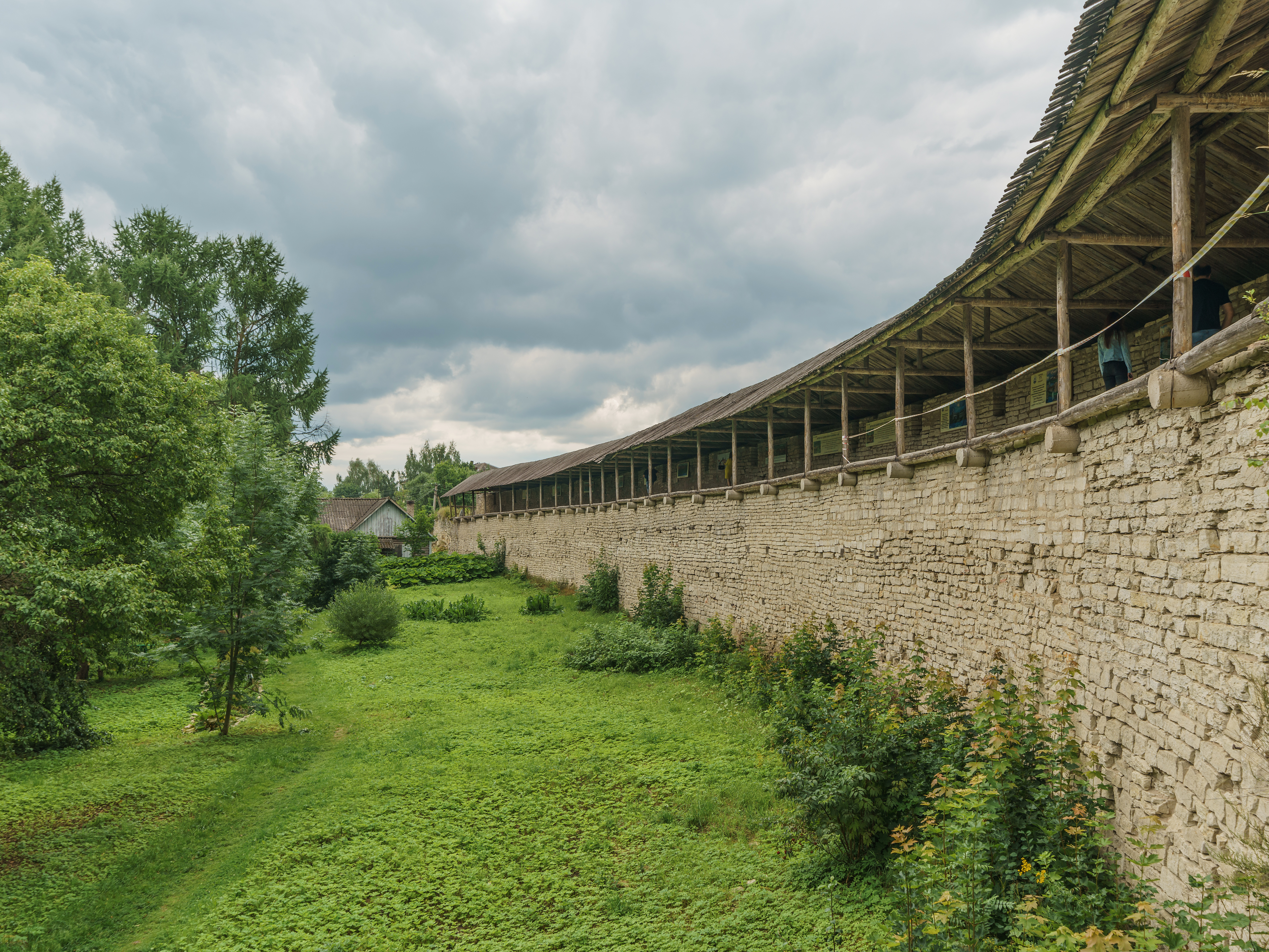
Стіна Порховської фортеці
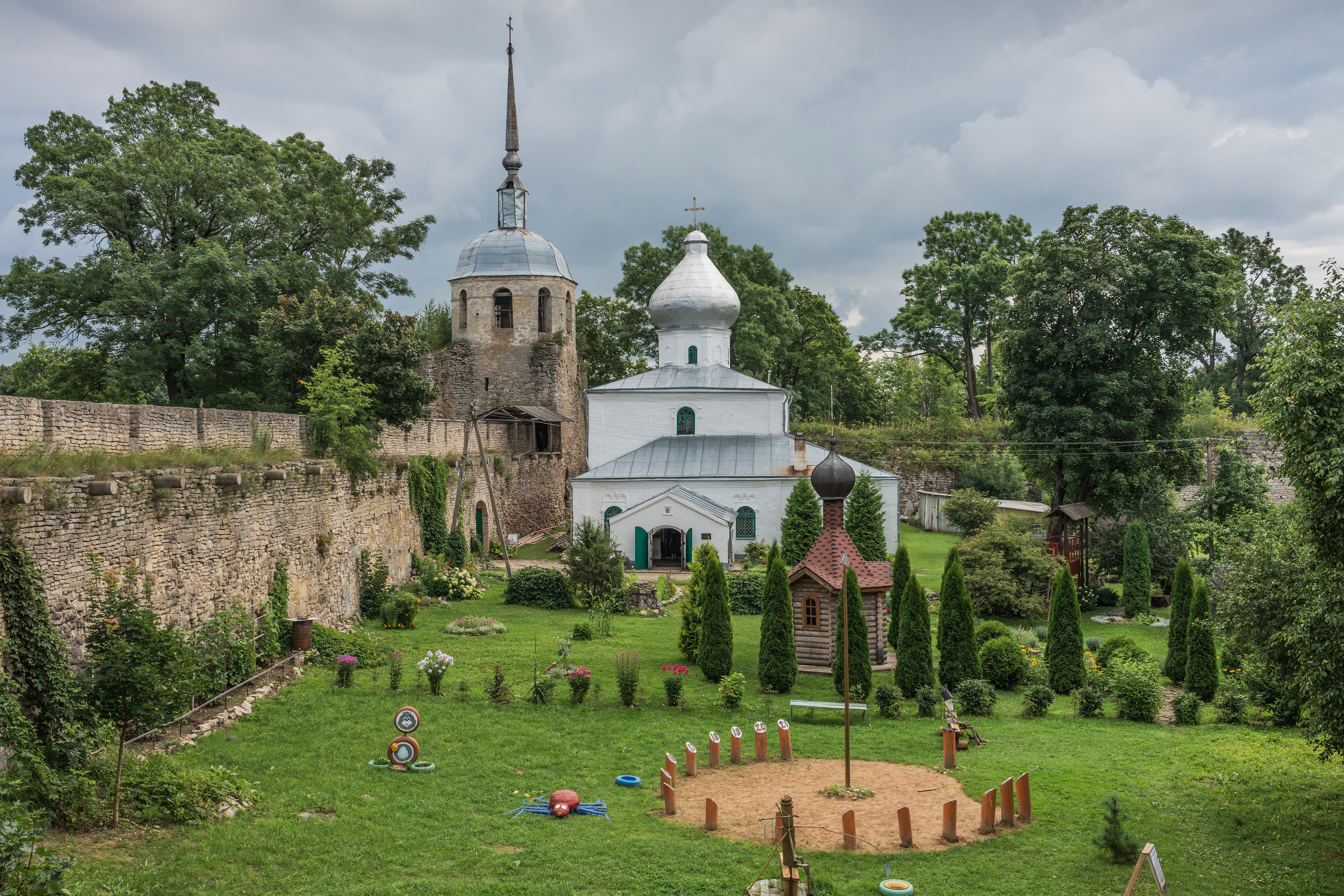
Порховсьска фортеця: Микільські вежі і церква
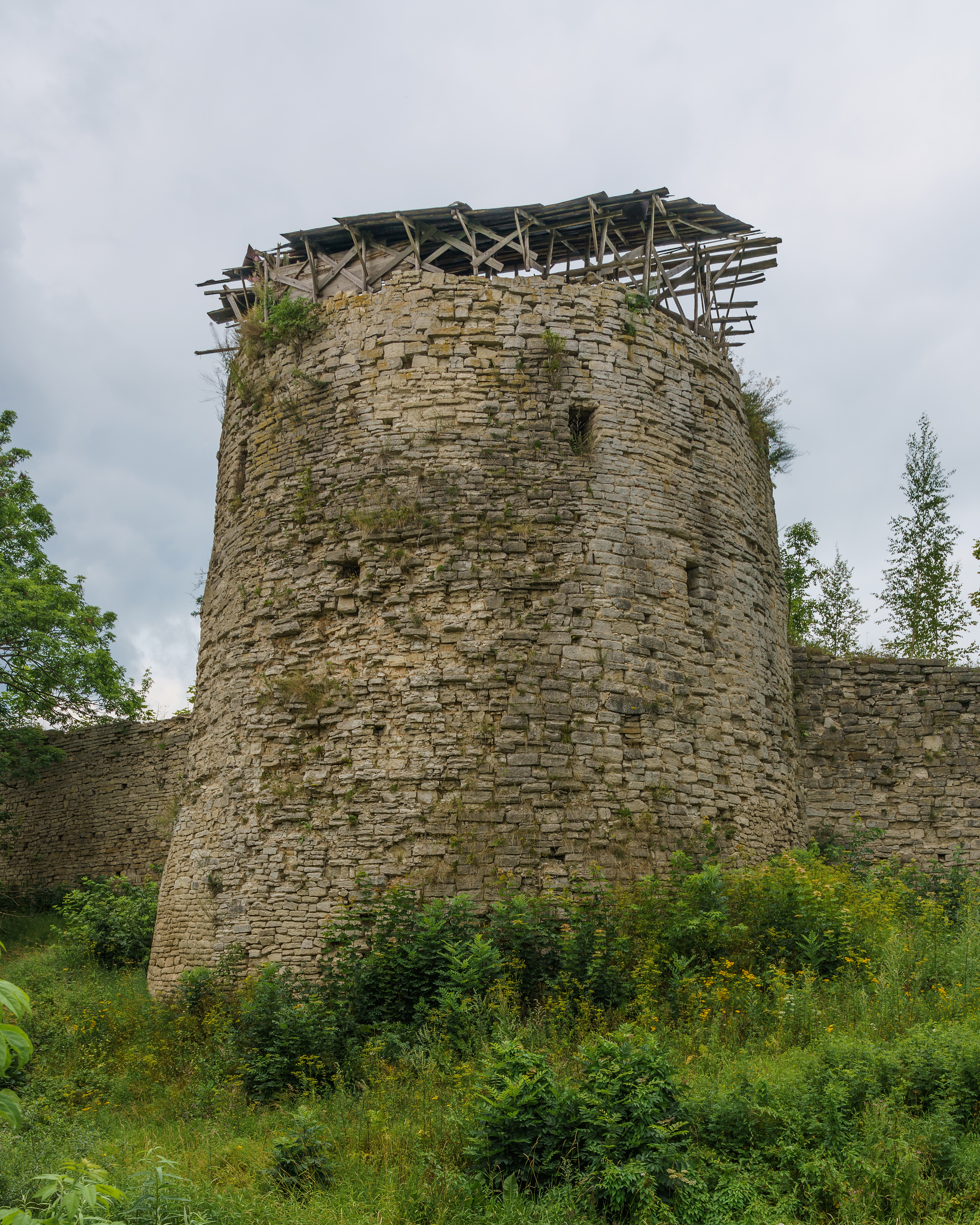
Порховська фортеця: Середня вежа

### Храми
В Порхове, на відміну від великих міст, кілька православних церков збереглися в своєму природному оточенні:
- Діюча Церква Святителя і Чудотворця Миколая в Порховській фортеці (побудована в 1412 р перебудована в 1777 р);
- Діюча Церква Святого пророка, Предтечі і Хрестителя Господнього Іоанна на міському кладовищі (1804 р.);
- Церква ікони Божої матері «Всіх скорботних Радості» (1864 р .; закрита після 1917 р);
- Церква Преображення Господнього, або Спасо-Преображенська церква (1670 р .; існуюча нині будівля побудована в 1772 р);
- Церква Різдва Пресвятої Богородиці (побудована в першій половині XIV століття, перебудована в XVIII столітті; закрита в роки радянської влади, пізніше повернута віруючим, але вимагає великого ремонту).

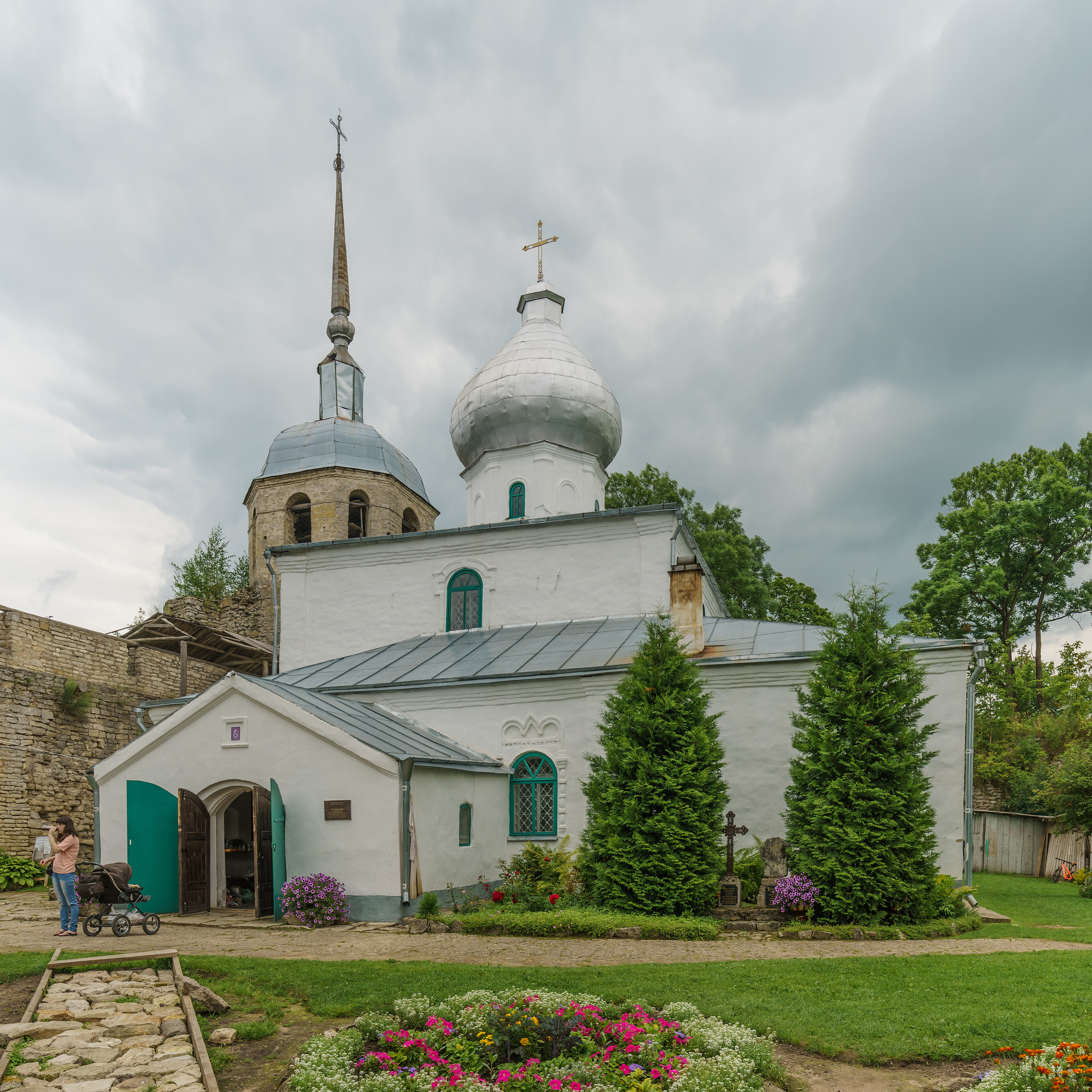
Церква Різдва Богородиці
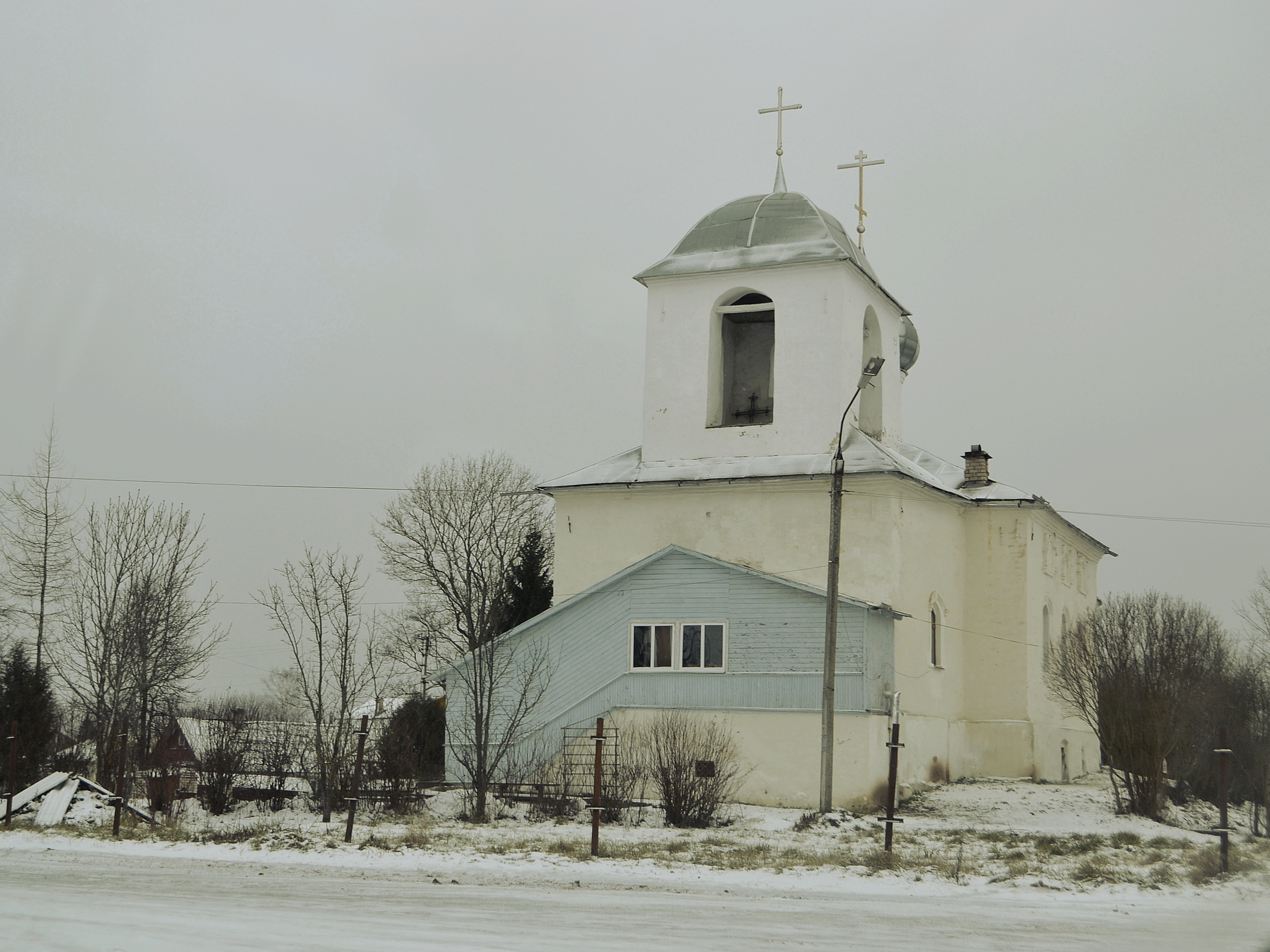
Церковь Преображення Господнього

## Персоналії
- Халатов Віктор Михайлович (1901—1969) — український актор.